# DAF 55
El DAF 55 es un modelo de automóvil compacto, producido por la empresa neerlandesa DAF entre 1967 y 1972.

## Características
El modelo tenía la misma carrocería que el DAF 44, pero montaba un motor Renault de 4 cilindros más moderno. Contaba con sistema de transmisión automática Variomatic, accionado por una correa de Transmisión variable continua. Esta característica de los vehículos DAF era inusual para vehículos de esa época.
El DAF 55 se comercializaba como berlina de 2 y 3 puertas, así como cupé de 2 puertas.
Del modelo se produjeron 164.231 unidades, siendo sustituido por el DAF 66 en 1972.

## Especificaciones técnicas[2]
- Cilindrada: 1108 cc
- Potencia: 45 cv
- Velocidad máxima; 135 km/h
- Motor: 4 cilindros en línea
- Diámetro x carrera:	70 x 72
- Frenos: Doble circuito con frenos delanteros de disco.